# Васюнин, Фёдор Георгиевич
Фёдор Гео́ргиевич Васю́нин (писательский псевдоним — Каманин); 1 марта 1897, Ивановичи, Орловская губерния — 12 декабря 1979) — русский советский писатель и драматург.

## Биография
Сын крестьянина-бедняка. Участник Первой мировой войны. В 1916 году попал на Юго-Западный фронт, но в результате тяжёлого заболевания сыпным тифом был освобожден от воинской службы. В 1917 году экстерном окончил курсы учителей начальной школы и возвратился в родную деревню, где учительствовал.
В начале 1920-х годов уехал в Москву. Работал в Покровском детском приемнике для беспризорных, посещал лекции В. Я. Брюсова в высшем литературно-художественном институте, близко сошёлся с группой крестьянских писателей и литературной группой «Кузница».
Сотрудничал с рядом печатных изданий.
Работал в газете «Фокинский рабочий», потом был главным редактором Орловского областного издательства. В Орле в 1938 был арестован по ложному доносу. Под следствием отсидел больше года в Орловском централе. Обвинялся писатель в подготовке группового покушения на Сталина.
В годы Великой Отечественной войны в Дятькове, в тылу у врага, действовала мощная партизанская группировка, в которой регулярно выходила газета «Партизанская правда», и Ф. Каманин работал в ней. В 1942 на район обрушились четыре фашистских дивизии с двумя карательными полками. Вся семья Каманиных оказалась в Германии, в нацистских концлагерях.
После войны поселился в Рузе.

## Творчество
В 1924 году, в журнале «Пролетарий связи» был напечатан его рассказ «Стая диких», подписанный уличной кличкой его деда «Каманин». В том же году его произведения публикуются в журнале «Молодая гвардия», отдельными книгами выходят в ГИХЛ (Государственном издательстве художественной литературы) несколько его рассказов и повестей.
На 1925—1929 годы пришёлся взлётом таланта молодого писателя. В это время одна за другой выходят в свет его книжки-рассказы «Скупердяй», «Канарейка», «Забастовка», «На хрустальной фабрике», повести «Отряха», «Организаторы», «Мой товарищ», «Дед и трое», «Изобретатели», «Васька Жук», «Хрустальная ваза», сборник рассказов «Малыши фабричные». Затем вышли и первые его романы его — "Ивановская мельница "и «Свадьба моей жены».
Фёдор Каманин — известный детский и крестьянский писатель. В «Антологии крестьянской литературы послеоктябрьской эпохи», изданной в 1931 г., в данных о его творчестве Ф. Г. Каманина за 1925—1929 годы учтено более 40 рецензий на его книги.
Писатель был одним из зачинателей советской детской литературы.
За годы своего полувекового литературного труда издал более 50 книг. Основная тема прозы 1920-х годов — жизнь и быт русской деревни, красота и сложность фабрично-заводского труда, психология людей, занятых им.
Повесть «Ванька Огнев и его собака Партизан» в 1928 году была экранизирована под названием «Ванька и «Мститель»», фильм не без успеха соперничал с такой популярной кинокартиной, как «Красные дьяволята». Рассказывалось в ней о приключениях и «подвигах» подростков в эпоху Гражданской войны.
Писатель также написал и издал пьесы «Бабья комиссия», «Разбойник», «Аксюта» и др.

## Семья
Дочь — Галина Аграновская (1928—2015), публицист, была замужем за писателем Анатолием Аграновским.

## Рассказы
- «Блоха»,
- «Пожар»
- «Малыши фабричные»,
- «Виноград»,
- «Скупердяй»,
- «Забастовка»,
- «Молодые стеклодувы»
- «Пиши ты больше про наши Ивановичи» (сборник)

## Повести
- «Организаторы»,
- «Ванька Огнев и его собака Партизан»,
- «Партизан»
- «Змей огнистый»,
- «Волчий лог»
- «Хрустальная ваза»,
- «Прорва»
- «Самоха»,
- «Мой товарищ»,
- «Золотой рубин»,
- «Яшка-пикор в гостях в деревне»,
- «Как я дедом был»,
- «Двое знаменитых»,
- «Первые ласточки»,
- «Отряха»,
- «Изобретатели»,
- «Дед и трое»,
- «Васька Жук»
- «Мой товарищ» (автобиографическая повесть)

## Романы
- «Ивановская мельница»,
- «Свадьба моей жены»
- «Опора»
- «Островок среди озера»
- «Хрусталь».